# Abtei Magerau
Die Abtei Magerau (französisch: Abbaye de la Maigrauge; lat. Abbatia B. M. V. de Macraugia) ist ein im Jahr 1255 gegründetes Zisterzienserinnenkloster in Freiburg im Üechtland im Schweizer Kanton Freiburg. Die Gründungsurkunde datiert auf den 3. Juli 1255, auf einem Pergament von 17 × 7 cm Grösse. In ihr wird einer Schwester Rinchinza von Burcard, Pfarrer von Tafers, gestattet, zusammen mit weiteren frommen Frauen ein Gebetsleben nach der Regel des heiligen Benedikt zu führen.
Das Kloster liegt an der Saane und an der Grenze von der deutsch- zur französischsprachigen Schweiz, was damals die äusserste Westgrenze der Pfarrei darstellte. Die Gemeinschaft ist zweisprachig und betreibt neben einer Hostienbäckerei und einem für jedermann geöffneten Gästehaus einen Biogarten und einen Klosterladen, in dem ein aus Heilkräutern hergestelltes Elixier (sog. Grünes Wasser) verkauft wird. Es war das erste und bis ins 17. Jahrhundert auch einzige Frauenkloster in Freiburg.

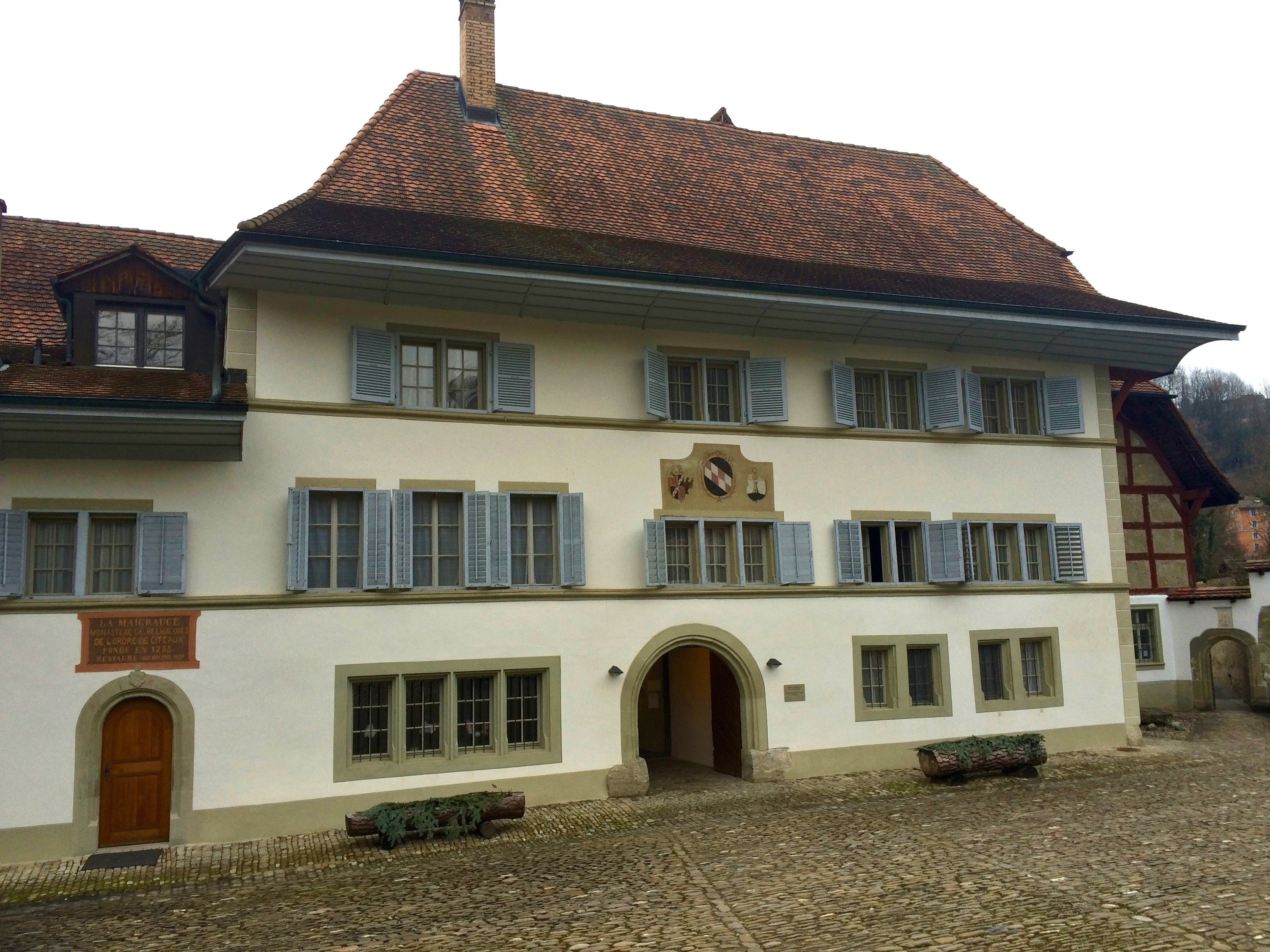
Hauptgebäude
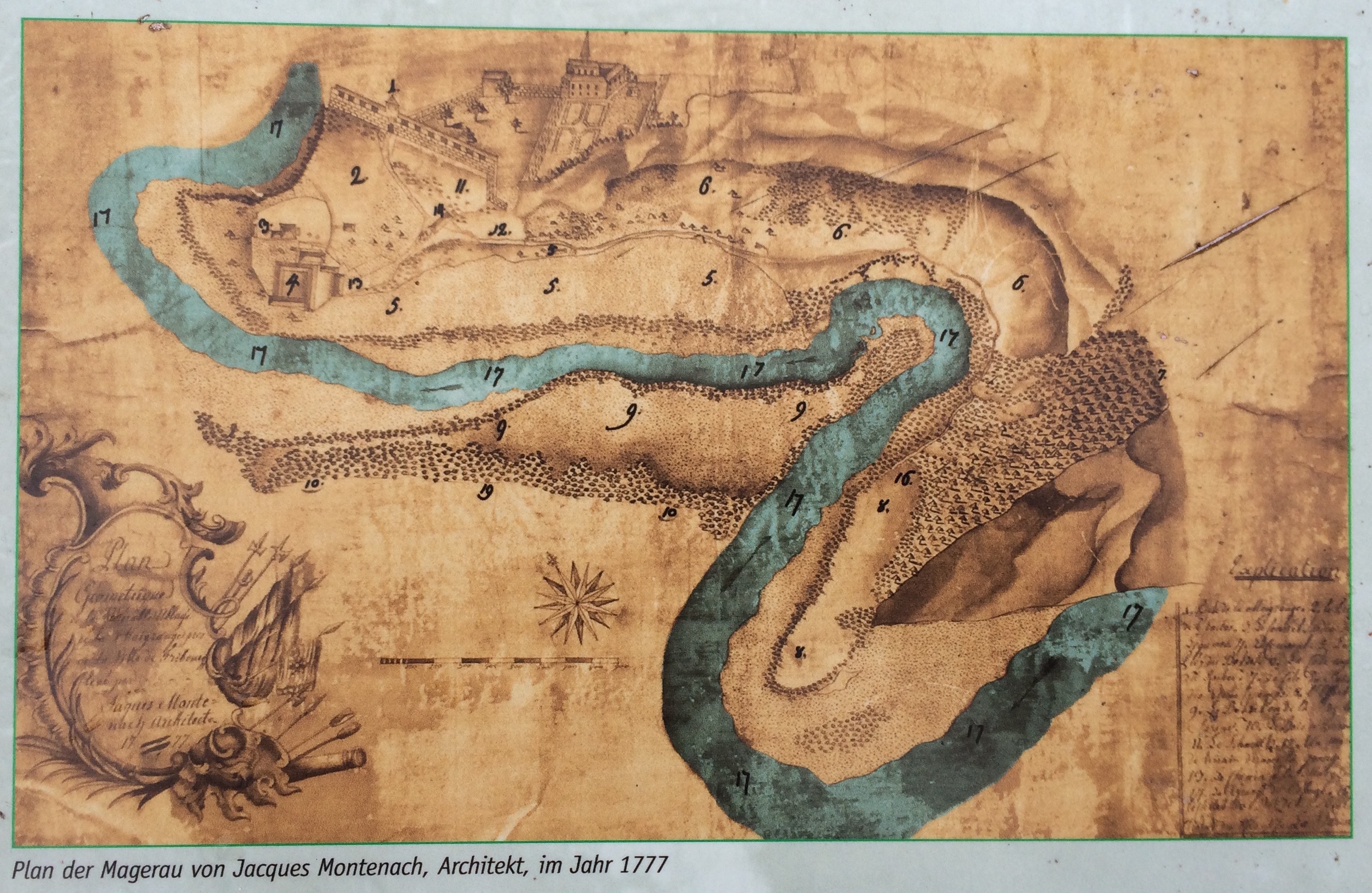
Plan des Klosters (Nr. 4) mit Umgebung von 1777
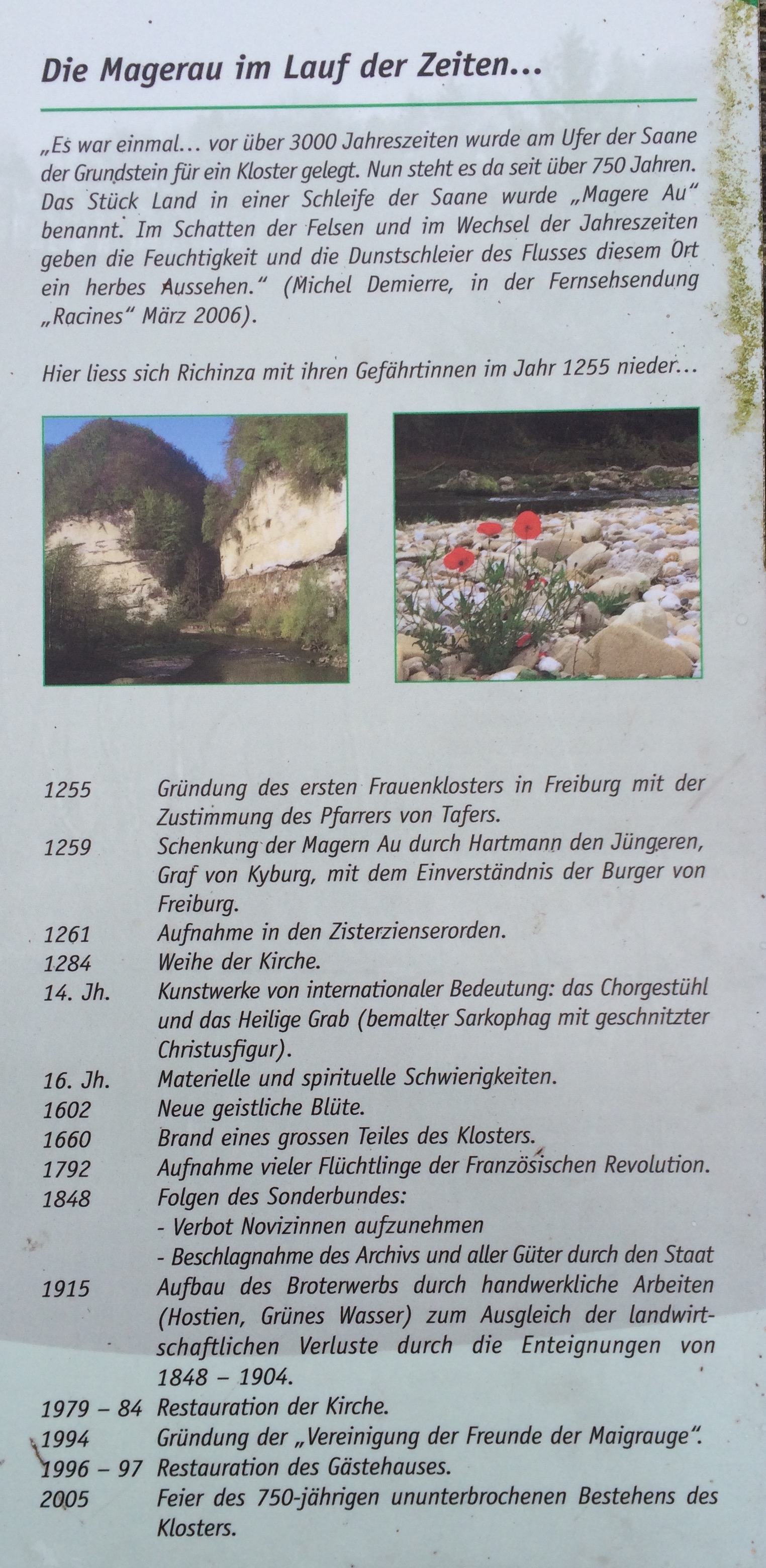
Infotafel
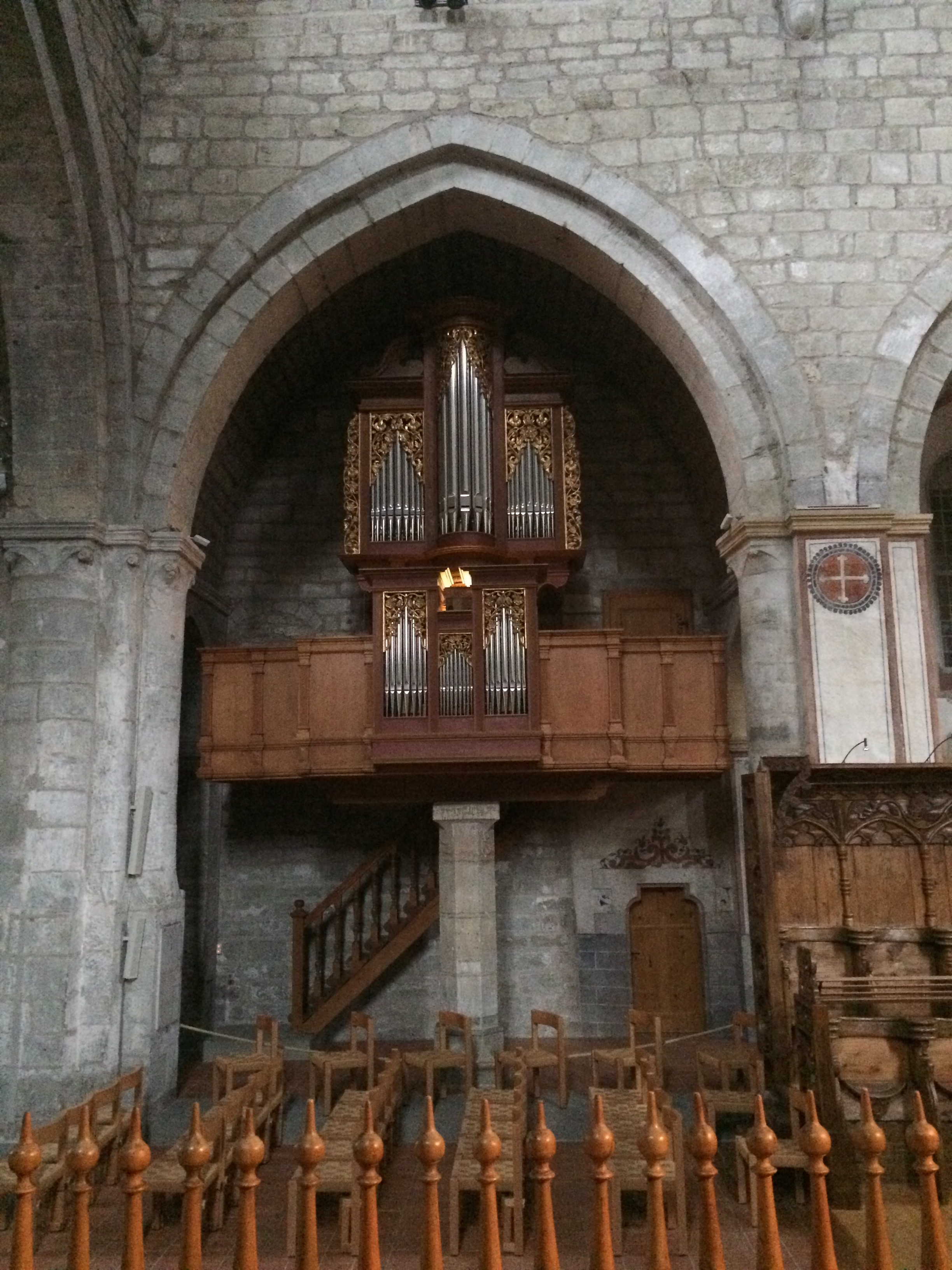
Orgel

## Geschichte
1259 wurde das Land der Mageren Au von Stadtherr Hartmann V, dem Jüngeren, von Kiburg der kleinen Gemeinschaft geschenkt. 1261 nimmt der Zisterzienserorden sie auf – entgegen der Anordnung des Papstes von 1251, dass der Orden keine weiteren Frauenklöster mehr aufnehmen solle (worum der Orden selbst gebeten hatte) – und die Gemeinschaft wird der Obhut der nahen Abtei Hauterive unterstellt. Ca. 1284 wird die Klosterkirche geweiht. Sie wird in der Mitte des 14. Jahrhunderts im gotischen Stil umgebaut, und das Chorgestühl, das gegen Ende des 14. Jahrhunderts eingebaut wurde, besteht noch heute. Ebenfalls aus dem 14. Jahrhundert stammt auch der bedeutendste Kunstschatz der Abtei, das Ostergrab, eine fast lebensgroße Holzfigur des toten Christus in einem bemalten, aufklappbaren Holzsarg. Im Kloster ist dieser seit August 2009 durch eine originalgetreue Kopie ersetzt, das Original befindet sich im Museum für Kunst und Geschichte. Grosse Reichtümer waren dem Kloster nach dieser ersten Blütezeit nicht beschert: Trotz Spenden und Mitgiften der eintretenden Schwestern herrschte im 15. Jahrhundert infolge von Missernten, Unwettern, Überschwemmungen und zu vieler mittelloser Novizinnen immer wieder Armut. 1518 wurde gar die Äbtissin abgesetzt.
Die Reformation im 16. Jahrhundert lässt auch die Magerau nicht unberührt: 1602 verlangen die Schwestern die Rückkehr zur ursprünglichen Regel mit strikter Einhaltung der Abstinenz, die aber weder in Cîtaux noch in der deutschen Kongregation eingehalten wird, der sie angehören. In der grössten Blütezeit des Klosters während der Gegenreformation unterzeichnen die nun 45 Schwestern 1625 eine Urkunde, die heute im Kloster aufbewahrt wird, in der sie sich zur strengen Einhaltung der Regel in ihrer ganzen Reinheit verpflichten, also weit mehr als nur z. B. der Verzicht auf Fleisch.
Diese Zeit wird auch geprägt von zwei bedeutenden Äbtissinnen: Anne Techtermann (1607–1654) erneuert das Klosters von innen und von aussen baulich. Ihre Nachfolgerin, die Mystikerin Anne-Elisabeth Gottrau (1654–1657), war eine vielseitig begabte Frau von tiefer Spiritualität.
1660 vernichtet ein selbst verursachter Brand die Klosteranlage weitgehend, Zellen, Kreuzgang und Speisesaal der weitgehend aus Holz gebauten Abtei sind ebenso zerstört wie ein Grossteil der Vorräte. Kirche, Kapitelsaal und das Äbtissinnenhaus bleiben wie einige andere Gebäudeteile aus Stein erhalten. In der zweiten Hälfte des 17. Jahrhunderts findet der Wiederaufbau statt.
Französische Revolution und Helvetik schadeten dem Kloster nur wenig, auch eine geplante Vereinigung mit dem Kloster La Fille-Dieu konnte abgewandt werden.
Äbtissin Bernadine Castella (1838 bis 1849) muss alle Güter an den Staat abtreten, als sie 1848 von der radikalen Freiburger Regierung enteignet wird. Auch durfte das Kloster bis 1857 keine Novizinnen aufnehmen, was einem Todesurteil für die Abtei gleichkam. In Frankreich ist der Orden völlig ausgelöscht, Hauterive ist aufgelöst, so dass das Kloster völlig sich selbst überlassen war.
Das Kloster gehört seit 1901 zur Mehrerauer Kongregation. Äbtissin M. Jeanne Comte (1915–1954) förderte die bezahlte Heimarbeit, wodurch sich das Kloster langsam erholte. Mit Amtsantritt von Äbtissin Gertrud Schaller 1974 begannen Zug um Zug erste Renovationen:
- 1982–1984 Renovation der Kirche
- 2004 das Gästehaus
- 2005 das ehemalige Äbtissinnenhaus

darüber hinaus der Krankenstock, verschiedene Anpassungen im Konvent und viele der Dächer und Kanalisationen.
Seit 2011 ist Marianne Zürcher Nachfolgerin von Gertrud Schaller als Äbtissin.